# Satz von Mertens (Resultantensystem)
Der Satz von Mertens ist ein Satz über homogene Polynome, der unter anderem in der algebraischen Geometrie für projektiv algebraische Mengen relevant ist.

## Formulierung
Seien K ein algebraisch abgeschlossener Körper und {\displaystyle f_{1},...,f_{r}\in K[t_{0},...,t_{n}]} homogene Polynome der Grade {\displaystyle g_{1},...,g_{r}}:
{\displaystyle f_{I}=\sum _{I}a_{I}^{(i)}t_{0}^{i_{0}}...t_{n}^{i_{n}}}
Dann gibt es ein Resultantensystem, das heißt Polynome {\displaystyle R_{1},...,R_{N}} in den Unbestimmten {\displaystyle a_{I}^{(i)}}, sodass die Polynome {\displaystyle f_{1},...,f_{r}} eine gemeinsame Nullstelle außer 0 haben (also eine im projektiven Raum), genau dann wenn für alle k {\displaystyle R_{k}(a_{I}^{(i)})=0}

## Beweis
{\displaystyle f_{1},...,f_{r}} haben keine gemeinsame Nullstelle außer 0 genau dann, wenn ihre gemeinsame Nullstellenmenge in der Nullstellenmenge von {\displaystyle t_{0},...,t_{n}} enthalten ist, die ja nur die 0 ist. Wie man sich mit Hilfe des Hilbertschen Nullstellensatzes leicht überlegen kann, ist dies genau dann der Fall, wenn es eine natürliche Zahl d gibt, sodass 
{\displaystyle {\underline {t}}^{D}\in <f_{1},...,f_{r}>} für alle Multiindizes mit Betrag d. Also sind alle Monome des Grades d in diesem Ideal enthalten, lassen sich also darstellen als Summe dieser mit anderen ohne Einschränkung homogenen Polynomen als Koeffizienten. Unter den {\displaystyle {\underline {t}}^{D}f_{i}}, wobei {\displaystyle |D|=d-g_{i}} muss es also soviel linear unabhängige geben wie Monome des Grades d. Also gilt: Sie haben keine gemeinsame Nullstelle außer der 0 genau dann, wenn für alle natürlichen Zahlen d je {\displaystyle e_{d}} (Anzahl Monome des Grades d) der {\displaystyle {\underline {t}}^{D}f_{i}} linear unabhängig sind. Dies ist äquivalent zum Verschwinden von {\displaystyle e_{d}} -Unterdeterminanten gebildet aus 0 und {\displaystyle a_{I}^{(i)}}. Dies sind Polynome in den {\displaystyle a_{I}^{(i)}} und wegen Noetherzität von {\displaystyle K[t_{0},....,t_{n}]} (Hilbertscher Basissatz) reichen endlich viele.